# Chrześcijaństwo w późnej starożytności
Chrześcijaństwo w późnej starożytności – okres historii chrześcijaństwa od 313 do 476 r.

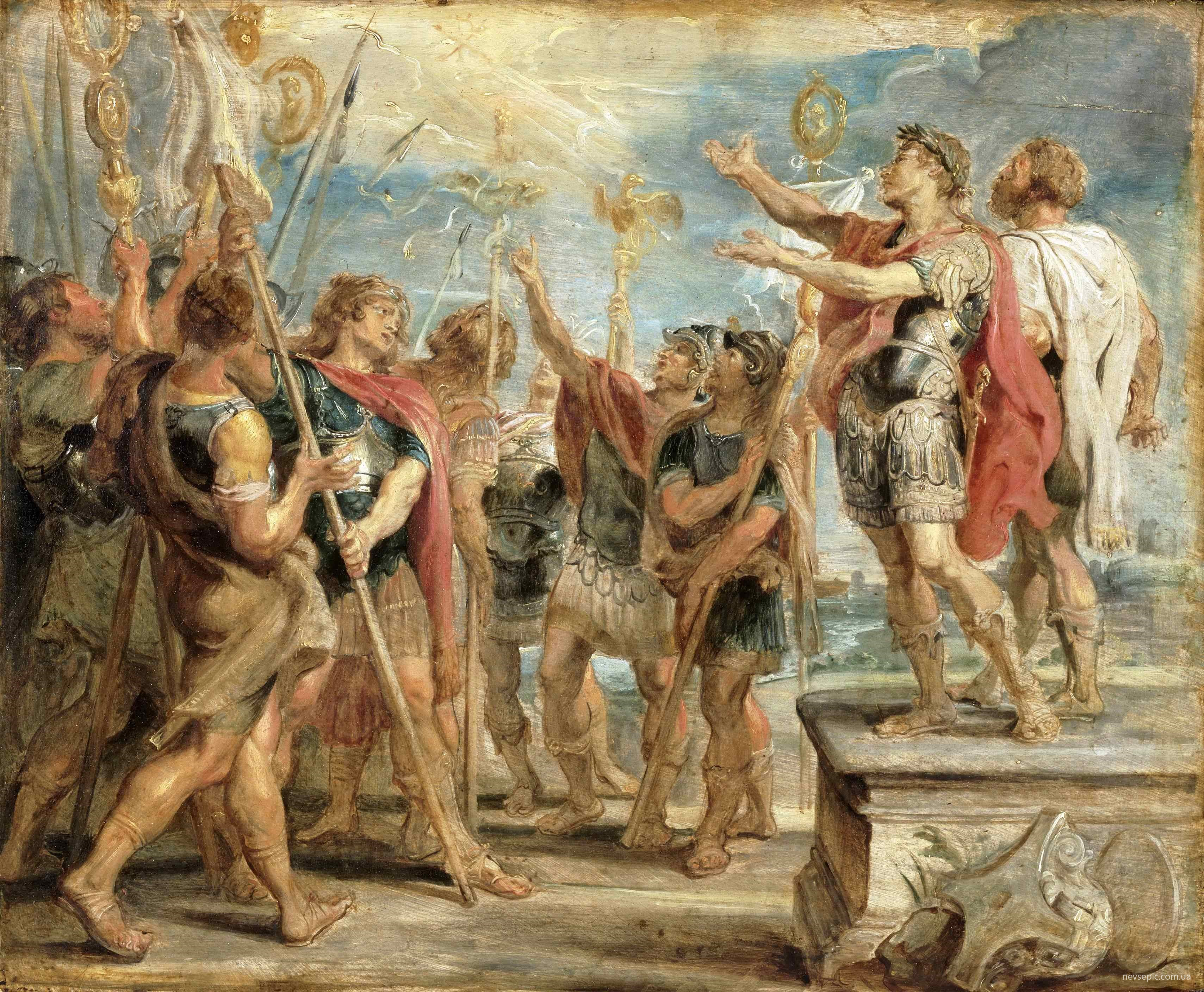
Peter Paul Rubens „Nawrócenie Konstantyna”

## Edykt mediolański
Edykt mediolański z 313, w którym cesarz Konstantyn I Wielki podarował chrześcijanom swobodę wyznawania ich religii, przypieczętował dominację chrześcijaństwa w cesarstwie.

## Formowanie doktryny

### Arianie i sobór nicejski I
20 maja 325 Konstantyn, który sam był wyznawcą arianizmu, zwołał pierwszy sobór powszechny biskupów chrześcijańskich, znany w tradycji jako sobór nicejski I. Głównym tematem obrad 220 biskupów była kwestia czy Bóg Ojciec i Syn Boży są jednej istoty, jak chcieli zwolennicy ruchu ortodoksyjnego, czy też Syn jest stworzony przez Ojca i jemu poddany, jak twierdzili zwolennicy Ariusza – arianie (twierdzili, że Jezus jest bogiem, lecz niższym i stworzonym w czasie).
Kwestia ta została rozstrzygnięta przez sobór po myśli ortodoksów, jednak rozstrzygnięcie to było później wielokrotnie kwestionowane na poszczególnych synodach. Arianie prezentowali się na nich jako zwolennicy ugody i zrezygnowania w wyznaniu wiary ze wszystkich sformułowań będących przedmiotem sporu, tj. zarówno z współistotności Ojca i Syna głoszonej w nicejskim wyznaniu wiary, jak i z głoszonych przez Ariusza tez o podporządkowaniu Syna Ojcu i ich różnej istocie. To ugodowe stanowisko zyskało im poparcie wielu biskupów a przede wszystkim Cesarzy, umiarkowane Konstantyna Wielkiego, który dążył do rehabilitacji Ariusza i stanowcze jego syna Konstancjusza II. Przywódca obrońców Credo nicejskiego święty Atanazy, biskup Aleksandrii, był za ich rządów kilkukrotnie usuwany ze stanowiska i wygnany. Wierność Nicejskiemu wyznaniu wiary zachowało większość biskupów zachodu z kolejnymi biskupami Rzymu na czele. Autorytet Kościoła Rzymskiego był zresztą uznawany już przez Ignacego Antiocheńskiego (zm. ok. 107 r.), a trzeci papież Klemens Rzymski (zm. ok. 97 r.) w swoim Liście do Koryntian rozstrzygał sprawy tamtego Kościoła partykularnego.
Kres tym sporom położył dopiero w 381, sobór w Konstantynopolu, na którym uchwalono wyznania wiary (credo), zawierające całe Credo nicejskie, uzupełnione o fragment dotyczący Ducha Świętego, oraz główne dogmaty wiary, do dziś uznawane przez Kościół katolicki, prawosławny i protestancki.

### Inne herezje IV i V w.
W okresie późnej starożytności doktryna chrześcijańska zmagała się z:
- monofizytyzmem (V w.) – głoszonym przez Eutychesa, opata w jednym z klasztorów w Konstantynopolu, który głosił, że istotna jest tylko jedna, boska natura Chrystusa. Człowieczeństwo Jezusa, a co za tym idzie jego działalność pośrednicząca i zbawcza, zostały zakwestionowane. Eutyches znalazł jednak poparcie u patriarchy Dioskura z Aleksandrii. Sobór chalcedoński zakończył rozwój tego ruchu w obrębie katolicyzmu, jednak do dziś jest on wyznawany przez niektóre Kościoły narodowe. Eutyches i Dioskur zostali pozbawieni urzędów.
- nestorianizmem (V w.),
- pelagianizmem (IV-V w.),
- donatyzmem (IV-V w.),

### Ojcowie Kościoła
Ważną rolę w rozwoju teologii zachodniej odegrali Ojcowie Kościoła, wśród nich tzw. Czterech Wielkich Doktorów Kościoła:
- biskup Mediolanu: Ambroży (339–397)
- północnoafrykański biskup św. Augustyn z Hippony (354–430), autor m.in. Wyznań i obszernego traktatu Państwo Boże.
- biblista i tłumacz Wulgaty Hieronim ze Strydonu (331–420)
- papież Grzegorz Wielki (540–604)

## Chrześcijaństwo oficjalną religią
Wkrótce, w 380, po wstąpieniu na tron cesarski Teodozjusza I, chrześcijaństwo stało się oficjalną religią Imperium. Kościół – według jego krytyków – stał się wtedy organizacja polityczną, popierającą agresywne działania cesarzy. Był podporą istniejącego ustroju politycznego, społecznego i gospodarczego, mimo że przez wielu chrześcijan było to uznane za odstępstwo od zasad głoszonych przez Jezusa i tradycję apostolską.
Teodozjusz I ogłosił tzw. edykt o prawowierności, w którym nakazał, by narody znajdujące się pod panowaniem rzymskim przyjęły wiarę chrześcijańską. Wszyscy inni byli uważani za heretyków. Poganie nie mogli się publicznie gromadzić ani otwarcie głosić swojej wiary. Na przykład na mocy tego edyktu, od 394 roku obowiązywał zakaz organizowania igrzysk olimpijskich na terenie Grecji. Kościół w tamtym czasie niejednokrotnie popierał działania wojenne i prześladowania odstępców od wiary i Żydów, dochodziło także do nawracania siłą. Przeciwko takim działaniom Kościoła i Rzymu występował m.in. Jan Chryzostom.
Silny związek Kościoła z władzą świecką utrzymał się jednak przez następne stulecia.

## Rozwój chrześcijaństwa
Zasięg chrześcijaństwa do 325 r.
     Zasięg chrześcijaństwa do 600 r.

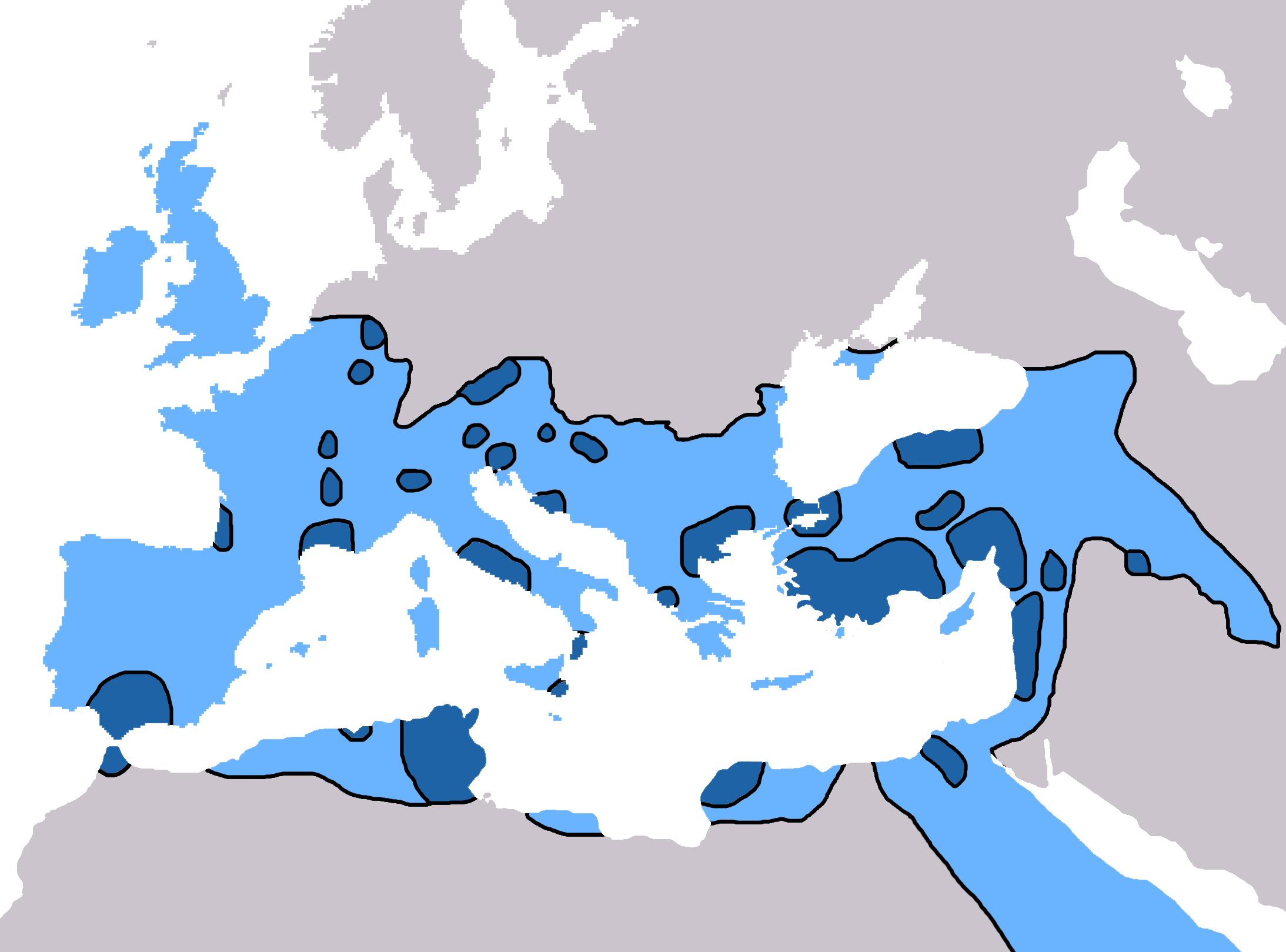
Zasięg chrześcijaństwa do 325 r.
Zasięg chrześcijaństwa do 600 r.

W 330 stolica Cesarstwa została przeniesiona do Bizancjum i znaczenie tamtejszej gminy, nazywanej nowym Rzymem zaczęło szybko rosnąć, w związku ze wzrostem liczby mieszkańców i przede wszystkim dużymi wpływami jakie w ówczesnym kościele posiadali kolejni cesarze. Na soborze w Konstantynopolu w 381 r. Konstantynopol został uznany za drugą po Rzymie gminę w Kościele, zajmując tym samym miejsce dotychczas przyznawane Aleksandrii.

### Ruch monastyczny
Od końca III wieku rozwija się w kościele ruch pustelniczy i zakonny, początkowo głównie na terenie Pustyni Egipskiej i Azji Mniejszej. Pierwsi mnisi chrześcijańscy to tzw. ojcowie pustyni.